# Misumenoides fusciventris
Misumenoides fusciventris är en spindelart som beskrevs av Mello-Leitao 1929. Misumenoides fusciventris ingår i släktet Misumenoides och familjen krabbspindlar. Inga underarter finns listade i Catalogue of Life.